# Abutilon exonemum
Abutilon exonemum är en malvaväxtart som beskrevs av Ferdinand von Mueller. Abutilon exonemum ingår i släktet klockmalvor, och familjen malvaväxter. Inga underarter finns listade i Catalogue of Life.